# Afløb (film)
 For alternative betydninger, se Afløb (flertydig). (Se også artikler, som begynder med Afløb)
Afløb er en eksperimentalfilm fra 1989 med instruktion og manuskript af Niels Lomholt.

## Handling
En rejse i tid - nutid og fortid. ...spredt aske fylder gaderne, dækker en fod, spids hæl og en væltet krop på et udsted for udskibning. Udskibningen er overeksponerede udløb i karret hvor alt samles i en kraftig strøm og slides til den sidste tynde hud vaskes af.